# 高井麻夫
高井 麻夫（たかい あさお、1961年4月17日 - ）は、日本のAV監督。

## 人物
- デビュー作は「遊び足りない子供のように かとうみゆき」（宇宙企画）。
- 宇宙企画やオペラにて制作を行っている。
- 星座は牡羊座、血液型はAB型。